# Clamor de haro
El clamor de haro o grito de haro es el término que se usa para designar una antigua acción jurisdiccional de origen medieval que consiste en que quien cree estar sufriendo un perjuicio en un momento dado grita ¡haro! para demandar justicia y pedir socorro de los testigos. Una vez que la persona da el grito y cumple otras formalidades delante de terceros, el acusado de causarle daño debe cesar la actividad objetada hasta que el caso sea visto ante la justicia. De origen normando, su uso persiste en las Islas del Canal de la Mancha (pertenecientes a la Corona británica), si bien se restringe a asuntos relacionados con terrenos.
- Datos: Q839033